# حمله دولیتل

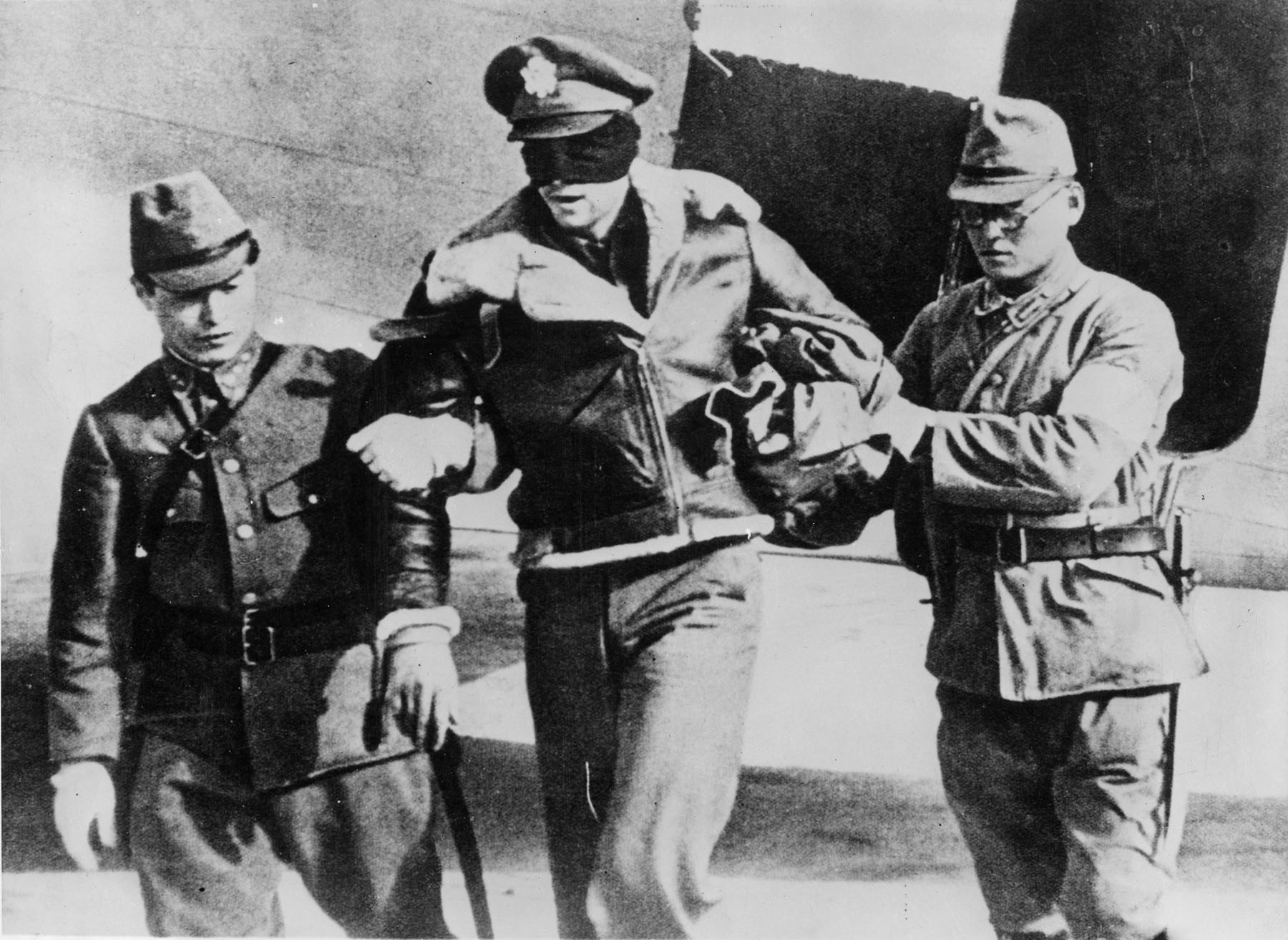
ستوان یکم رابرت جی مدر پس از اسارت توسط نیروهای ژاپن

حملهٔ دولیتل (به انگلیسی: The Doolittle Raid) که با عنوان یورش توکیو نیز شناخته می‌شود، یک حملهٔ هوایی در ۱۸ آوریل ۱۹۴۲ توسط ایالات متحده به توکیو پایتخت ژاپن و نقاطی در هونشو در طول جنگ جهانی دوم بود. این حمله نخستین عملیات هوایی آمریکا برای حمله به مجمع‌الجزایر ژاپن بود. اگرچه این حمله باعث خساراتی نسبتاً جزئی شد، اما نشان داد که سرزمین اصلی ژاپن در برابر حملات هوایی آمریکا آسیب‌پذیر است. این عملیات در نقش انتقامی اولیه برای حملهٔ ۷ دسامبر ۱۹۴۱ به پرل هاربر عمل کرد و تقویت مهمی برای روحیهٔ آمریکایی‌ها بود. این حمله توسط سرهنگ دوم جیمز دولیتل برنامه‌ریزی، رهبری و به نام او نام‌گذاری شد.
بر پایهٔ طرح نهایی، ۱۶ بمب‌افکن متوسط بی-۲۵ میتچل، هر کدام با پنج خدمه، از ناو هواپیمابر یواس‌اس هورنت نیروی دریایی آمریکا در اقیانوس آرام برخاستند. هیچ اسکورت جنگنده‌ای در طول عملیات انجام نشد. پس از بمباران اهداف نظامی و صنعتی، خدمه قرار بود به سمت غرب ادامه دهند تا در چین فرود آیند.
در این حمله حدود ۵۰ نفر کشته و ۴۰۰ نفر زخمی شدند. آسیب به اهداف نظامی و صنعتی ژاپن اندک بود، اما این حمله اثرات روانی عمده‌ای داشت. در ایالات متحده، روحیه را افزایش داد. در ژاپن، ترس و تردید در مورد توانایی رهبران نظامی برای دفاع از جزایر اصلی ایجاد شد، اما بمباران و جان باختن غیرنظامیان، عزم ژاپنی‌ها را برای گرفتن انتقام راسخ کرد و همچنین برای اهداف تبلیغاتی و پروپاگاندا مورد استفاده قرار گرفت. این حمله همچنین برنامه‌های دریاسالار یاماموتو ایسوروکو را برای حمله به جزیره میدوی در اقیانوس آرام مرکزی به جلو انداخت - حمله‌ای که به شکست قاطع نیروی دریایی امپراتوری ژاپن (IJN) از نیروی دریایی ایالات متحده در نبرد میدوی تبدیل شد. پیامدهای حملهٔ دولیتل به شدت در چین احساس شد: ژاپنی‌ها در تلافی این حمله، لشکرکشی چجیانگ-جیانگشی را برنامه‌ریزی کردند و ۲۵۰۰۰۰ غیرنظامی و ۷۰۰۰۰ سرباز را کشتند. 
در این عملیات هشت نفر از متفقین اسیر شدند: ستوان یکم دین یی. هالمارک، ستوان یکم ویلیام جی فارو، ستوان یکم رابرت جی مدر، ستوان یکم چیس نیلزن، ستوان یکم رابرت ال‌هایت، ستوان دوم جورج بار، هارولد اسپاتز. یعقوب دزیر در ۲۸ اوت ۱۹۴۲، هالمارک، فارو و تفنگدار اسپاتز با محاکمه جنایات جنگی توسط دادگاه ژاپن که ادعا می‌کرد آن‌ها غیرنظامیان ژاپنی را کشته اند، مواجه شدند. در ساعت ۱۶:۳۰ در ۱۵ اکتبر ۱۹۴۲، آن‌ها را با کامیون به گورستان عمومی شماره ۱ منتقل کردند و با تیرباران اعدام کردند.